# Nikola Katić
Nikola Katić (Ljubuški, Bosnia y Herzegovina, 10 de octubre de 1996) es un futbolista bosnio-croata que juega de defensor en el F. C. Schalke 04 de la 2. Bundesliga.

## Selección nacional
Ha sido internacional con las selecciones de Croacia y Bosnia y Herzegovina en una y nueve ocasiones respectivamente.

## Clubes
| Club                           | País       | Año       | Partidos | Goles |
| ------------------------------ | ---------- | --------- | -------- | ----- |
| N. K. Slaven Belupo            | Croacia    | 2015-2018 | 69       | 3     |
| Rangers F. C.                  | Escocia    | 2018-2022 | 59       | 6     |
| H. N. K. Hajduk Split (cedido) | Croacia    | 2021-2022 | 25       | 0     |
| F. C. Zürich                   | Suiza      | 2022-2025 | 86       | 7     |
| Plymouth Argyle F. C. (cedido) | Inglaterra | 2025      | 17       | 1     |
| F. C. Schalke 04               | Alemania   | 2025-     |          |       |

## Palmarés

### Títulos nacionales
| Título               | Club                  | País    | Año  |
| -------------------- | --------------------- | ------- | ---- |
| Scottish Premiership | Rangers F. C.         | Escocia | 2021 |
| Copa de Croacia      | H. N. K. Hajduk Split | Croacia | 2022 |